# Tim
För andra betydelser, se Tim (olika betydelser).
Tim är ett mansnamn som främst används i engelskspråkiga kulturer. Det är ursprungligen en kortform av bland annat Timothy, vilket i sin tur är en variant av Timotheos.
Den 31 december 2007 fanns det i Sverige 8372 män som hade förnamnet Tim. Av dessa hade 6777 namnet Tim som tilltalsnamn/förstanamn.
Svensk namnsdag: 2 november (1986-1992: 22 februari, 1993-2000: 14 april). I den finlandssvenska namnsdagslängden har Tim namnsdag 9 maj sedan 2005.

## Personer med namnet Tim

### Inom politik och samhälle
- Tim Walz, amerikansk politiker (demokrat), guvernör i Minnesota

### Inom sport

#### Inom fotboll
- Tim Borowski, tysk fotbollsspelare
- Tim Brown, nyzeeländsk fotbollsspelare
- Tim Cahill, australisk fotbollsspelare
- Tim Howard, amerikansk fotbollsmålvakt
- Tim Krul, holländsk fotbollsmålvakt
- Tim Sparv, finländsk fotbollsspelare
- Tim Wiese, tysk fotbollsmålvakt

#### Inom ishockey
- Tim Connolly, amerikansk ishockeyspelare
- Tim Eriksson, svensk ishockeyspelare
- Tim Erixon, svensk/amerikansk ishockeyback
- Tim Heed, svensk ishockeyback
- Tim Jackman, amerikansk ishockeyforward
- Tim Sandberg, svensk ishockeymålvakt
- Tim Sestito, amerikansk ishockeyspelare
- Tim Stapleton, amerikansk ishockeyspelare
- Tim Thomas, amerikansk ishockeyspelare

#### Inom friidrott
- Tim Forsyth, australisk höjdhoppare
- Tim Harden, amerikansk friidrottare
- Tim Jackson, australisk friidrottare
- Tim Lobinger, tysk stavhoppare
- Tim Mack, amerikansk stavhoppare
- Tim Montgomery, amerikansk friidrottare

#### Inom racing
- Tim Harvey, brittisk racerförare
- Tim Parnell, brittisk racerförare
- Tim Richmond, amerikansk racerförare
- Tim Schenken, australisk racerförare

#### Inom skidor
- Tim Burke, amerikansk skidskytt
- Tim Tscharnke, tysk längdskidåkare

#### Inom golf
- Tim Clark, sydafrikansk golfspelare

#### Inom handboll
- Tim Kulich, tjeckisk handbollsspelare

#### Inom tennis
- Tim Henman, brittisk tennisspelare

#### Inom basket
- Tim Duncan, amerikansk basketspelare

#### Inom skateboard
- Tim O'Connor, amerikansk skateboardåkare

#### Inom baseboll
- Tim Young, amerikansk basebollspelare

#### Inom boxning
- Tim Witherspoon, amerikansk tungviktsboxare

#### Inom bågskytte
- Tim Cuddihy, australisk bågskytt

### Inom musik
- Tim Armstrong, amerikansk musiker
- Tim Bergling (känd som Avicii eller Tim Berg), svensk discjockey och musikproducent
- Tim Buckley, amerikansk musiker
- Tim Caltio, finsk musiker
- Tim Commerford, amerikansk basist
- Tim Feehan, kanadensisk singer-songwriter
- Tim Finn, nyzeeländsk musiker
- Tim Follin, brittisk dator- och tv-spelsmusiker
- Tim Gaines, amerikansk basist
- Tim Hardin, amerikansk musiker
- Tim Kingsbury, kanadensisk musiker
- Tim Lambesis, amerikansk sångare
- Tim McCord, amerikansk musiker
- Tim Mcgraw, amerikansk sångare och skådespelare
- Tim McIlrath, amerikansk musiker
- Tim Norell, svensk kompositör
- Tim Owens, amerikansk heavy metal-sångare
- Tim Pagnotta, amerikansk musiker
- Tim Rice, brittisk textförfattare
- Tim Schmidt, svensk musiker
- Tim Sköld, svensk rockmusiker
- Tim Sparks, amerikansk musiker
- Tim Staffell, brittisk musiker
- Tim Stahl, dansk musiker
- Tim Wolde, svensk rappare

### Inom film
- Tim Allen, amerikansk skådespelare och komiker
- Tim Burton, amerikansk filmproducent
- Tim Curry, brittisk sångare och skådespelare
- Tim DeKay, amerikansk skådespelare
- Tim Etchells, brittisk konstnär, skådespelare och skribent
- Tim Kring, amerikansk producent
- Tim McGraw, amerikansk skådespelare och sångare
- Tim McInnerny, brittisk skådespelare
- Tim Minchin, australiensisk-brittisk komiker, skådespelare och musiker
- Tim Robbins, amerikansk skådespelare och regissör
- Tim Roth, brittisk skådespelare och regissör

### Inom teknik
- Tim Berners-Lee, skapare av World Wide Web
- Tim Cook, VD för Apple
- Tim Schafer, amerikansk spelskapare
- Tim Stamper, brittisk programmerare
- Gruppo TIM, teleoperatör i Italien

### Inom litteratur
- Tim Powers, amerikansk författare

### Inom paleontologi
- Tim Flannery, australisk paleontolog

### Inom paleoantropologi
- Tim White, amerikansk paleoantropolog

### Inom bergsbestigning
- Tim Macartney-Snape, australisk bergsbestigare